# Jan Knaisl
Jan Knaisl (14. prosince 1947 – 31. března 2022, Praha 4) byl středoškolský učitel matematiky, cvičitel a vedoucí oddílu klasické jógy TJ Háje v Praze, lektor akreditovaných kurzů pro instruktory jógy, předseda výkonného výboru Českého svazu jógy, (spolu)autor publikací o józe.

## Život
Jan Knaisl se narodil 14. prosince 1947. Po skončení vysokoškolského studia elektrotechniky na Elektrotechnické fakultě ČVUT vystudoval ještě pedagogiku na Pedagogické fakultě UK v Praze. Cvičení jógy a jógové filozofii se ve svém volném čase věnoval přibližně od roku 1977. Od 90. let 20. století vykonával funkci předsedy Svazu českých jogínů. Na odborném učilišti Ohradní v Praze 4 vyučoval matematiku od 90. let 20. století. Zemřel 31. března 2022 na následky vážných zranění (po útoku mačetou), která mu způsobil jeden z jeho studentů.
V roce 2023 byla u vchodu do budovy učiliště na Ohradní ulice odhalena pamětní deska Jana Knaisla.

## Aktivity v józe

### Tuzemské
Kromě vysokoškolských studií absolvoval Jan Knaisl kurzy jógy III., II. třídy a také I. třídy na Fakultě tělesné výchovy a sportu Univerzity Karlovy (FTVS), kde poté působil jako lektor školení jógy II. třídy, I. třídy a studia jógové terapie. Funkci předsedy výkonného výboru Českého svazu jógy, z.s. (ČSJ) vykonával od 90. let 20. století a současně působil jako učitel a cvičitel jógy (vedl oddíl jógy TJ Háje).

### Mezinárodní
Mezinárodně registrovaný lektor jógy (International Registered Yoga Teacher; IYF) Ing. Jan Knaisl byl zástupcem mezinárodní olympijské organizace jógy (official representative of International Yoga Olympic Committee). V roce 2020 se účastnil mezinárodních olympijských her v józe. Zde se v kategorii „jógové ásany, senior 50+“ umístil na 11. místě.

### Publikační činnost
Jan Knaisl (společně se svojí manželkou PhDr. Ivanou Knaislovou) je spoluautorem několika publikací o józe. Oba manželé jsou podepsáni pod mnohými články o józe v novinách a časopisech a společně vytvořili také několik nahrávek o józe v rozhlase a na CD i DVD nosičích.

## Publikační aktivity
- KNAISL, Jan a KNAISLOVÁ, Ivana. Jóga: pozdrav slunci (zvukový záznam). Praha: Music Vars, 1991, 1 gramofonová deska.
- KNAISLOVÁ, Ivana a KNAISL, Jan. S jógou na cestě životem: malá encyklopedie jógy. Vydání 1. Praha: Olympia, 2002; 86 stran; ISBN 80-7033-745-1.
- KNAISLOVÁ, Ivana a KNAISL, Jan. Unijóga. 1. vydání Praha: Beta, 2007; 399 stran; ISBN 978-80-7306-324-5.
- KNAISLOVÁ, Ivana a KNAISL, Jan. Jóga (zvukový záznam). Praha: Levné knihy, 2007, 1 CD audio (stopáž 74:36).
- KNAISLOVÁ, Ivana a KNAISL, Jan. Jóga: (výklad a zobrazení pozic uvnitř) (zvukový záznam). Praha: Levné knihy, 2010; 1 CD ROM.
- KNAISLOVÁ, Ivana a KNAISL, Jan. Encyklopedie jógy. První vydání. Olomouc: Rubico, 2015; 206 stran. Encyklopedie. ISBN 978-80-7346-180-5.